# Ursula Sladek
Ursula Sladek (nascuda el 1946) és una ecologista alemanya, fundadora i expresidenta de Schönau Electricity Works (EWS Elektrizitätswerke Schönau eG), una "societat cooperativa registrada" segons la llei alemanya a Schönau, Alemanya, que proporciona electricitat a partir de fonts renovables. Va guanyar un Premi Mediambiental Goldman el 2011.
Després de l'explosió de la central nuclear de Txernòbil el 1986, Sladek va intentar trobar alternatives renovables a l'energia nuclear a Alemanya, la qual cosa va portar a la seva creació d'EWS.
Sladek també va fundar una petita empresa, Schönau Power Supply, amb la intenció de reactivar petites centrals hidroelèctriques a la Selva Negra per proporcionar energia a Schönau. Sladek va suggerir a l'alcalde de Schönau que Schönau Power Supply es fes càrrec de la xarxa local. EWS obté gran part de la seva energia de productors locals, incloses estacions hidroelèctriques, plaques solars, turbines eòliques i de cogeneració. Això ajudà a subministrar electricitat a partir de fonts d'energia renovables a una petita part de la xarxa alemanya.